# غرنار طائر
ينتمي الغرنار الطائر إلى فصيلة داكتيلوبتريداي (Dactylopteridae)، وهي من فصائل الأسماك البحرية وهي أسماك معروفة بـ زعانفها الصدرية الكبيرة. ولأنه لا يملك القدرة على الطيران بشكل فعلي، يفضل بعض المؤلفين إطلاق اسم الغرنار المغطى (helmet gurnard) كاسمٍ بديل له. ويعتبر سمك الغرنار الفصيلة الوحيدة التي تندرج تحت داكتيلوبترودي (Dactylopteroidei).
وقد لوحظ أنها «تسير» بطول القاع الرملي للبحار أثناء محاولتها البحث عن القشريات وغيرها من اللافقاريات الأصغر حجمًا باستخدام زعانفها الخلفية. ومثل الغرنار الحقيقي (سي روبن (sea robin))، والتي يمكن أن تكون ذات صلة به، تمتلك أسماك الغرنار الطائر مثانة عائمة وفصين وطبلة الأذن الوسطى التي تحدث نوعًا من الصدى بطرقها للمثانة العائمة فتصدر عنها الأصوات. تتمتع تلك الأسماك بحراشف سميكة، وواقية، كما أن الجزء السفلي من زعانفها الصدرية الضخمة يتلون بألوانٍ زاهية، ربما ليساعدها على ترويع الأسماك المفترسة.
تعيش معظم هذه الأنواع في المنطقة التي تضم المحيطين الهندي والهادئ، لكن يرجع أصل واحد منها على الأقل إلى المحيط الأطلسي. يعيش البالغون من تلك الأسماك في قاع البحار، بينما يصل الكثيرون منها إلى مرحلة اليرقة، التي تطفو بُحرّية على سطح المحيطات.

## التصنيف
وقد أُشِير منذ فترة طويلة إلى أن السمات المورفولوجية توحد الغرنار الطائر (Dactylopteridae) والأسماك ذات الزعانف المدببة التي تندرج تحت اسم السينجاثيفورمز (Syngnathiformes). لكن معظم الباحثين يستبدلون الغرنار الطائر بـسكوربينيفورم (Scorpaeniformes). مع ذلك، تؤكد بيانات الجينات الوراثية (DNA) وتدعم وجهة النظر التي تشير إلى أن الأخير مرتبط وراثيًا إلى حدٍ كبير بتلك الأسماك ذات الزعانف المدببة المعروفة أيضًا بـجستيروستيفورم (Gasterosteiformes). على ما يبدو، فإن أسماك الغرنار الطائر خاصةً هي أقرب ما يكون من أسماك أولوستومداي (Aulostomidae) وفيستيولارداي (Fistulariidae)، وكان من المفترض أن تكون من ضمنها.

## الأنواع
تعتبر الفصيلة من الفصائل الصغيرة، فقط سبعة أنواع من الجنسين
- Genus Dactyloptena
  - Dactyloptena gilberti, Snyder, 1909
  - Spotwing flying gurnard, Dactyloptena macracantha Bleeker, 1854
  - Oriental flying gurnard, Dactyloptena orientalis Cuvier, 1829
  - Butterfly flying gurnard, Dactyloptena papilio Ogilby, 1910
  - Starry flying gurnard, Dactyloptena peterseni Nyström, 1887
  - Dactyloptena tiltoni, Eschmeyer, 1997
- Genus Dactyloptena
  - Flying gurnard, ميج Linnaeus, 1758

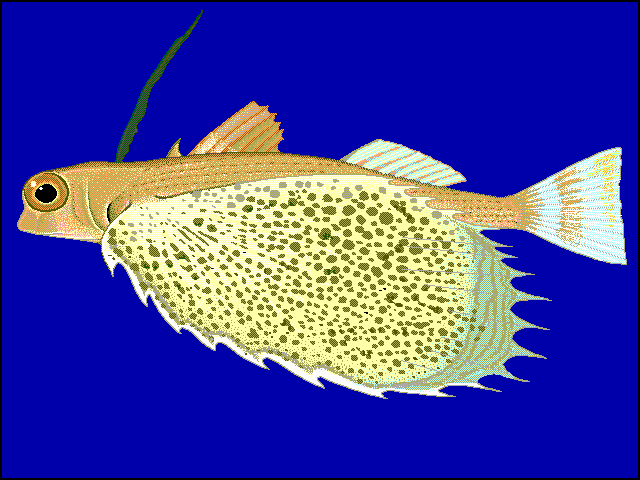
Dactyloptena orientalis
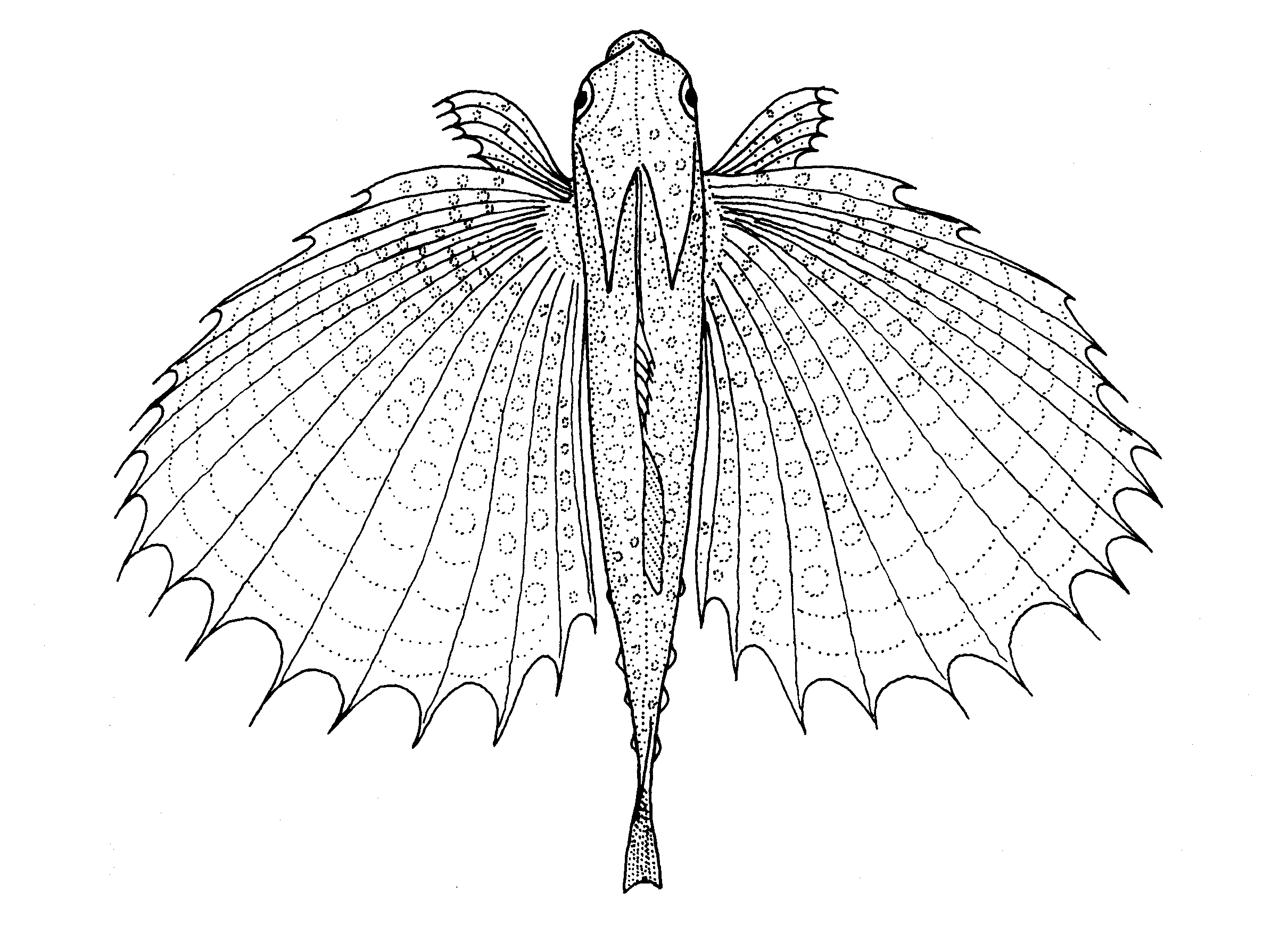
Dactyloptena orientalis
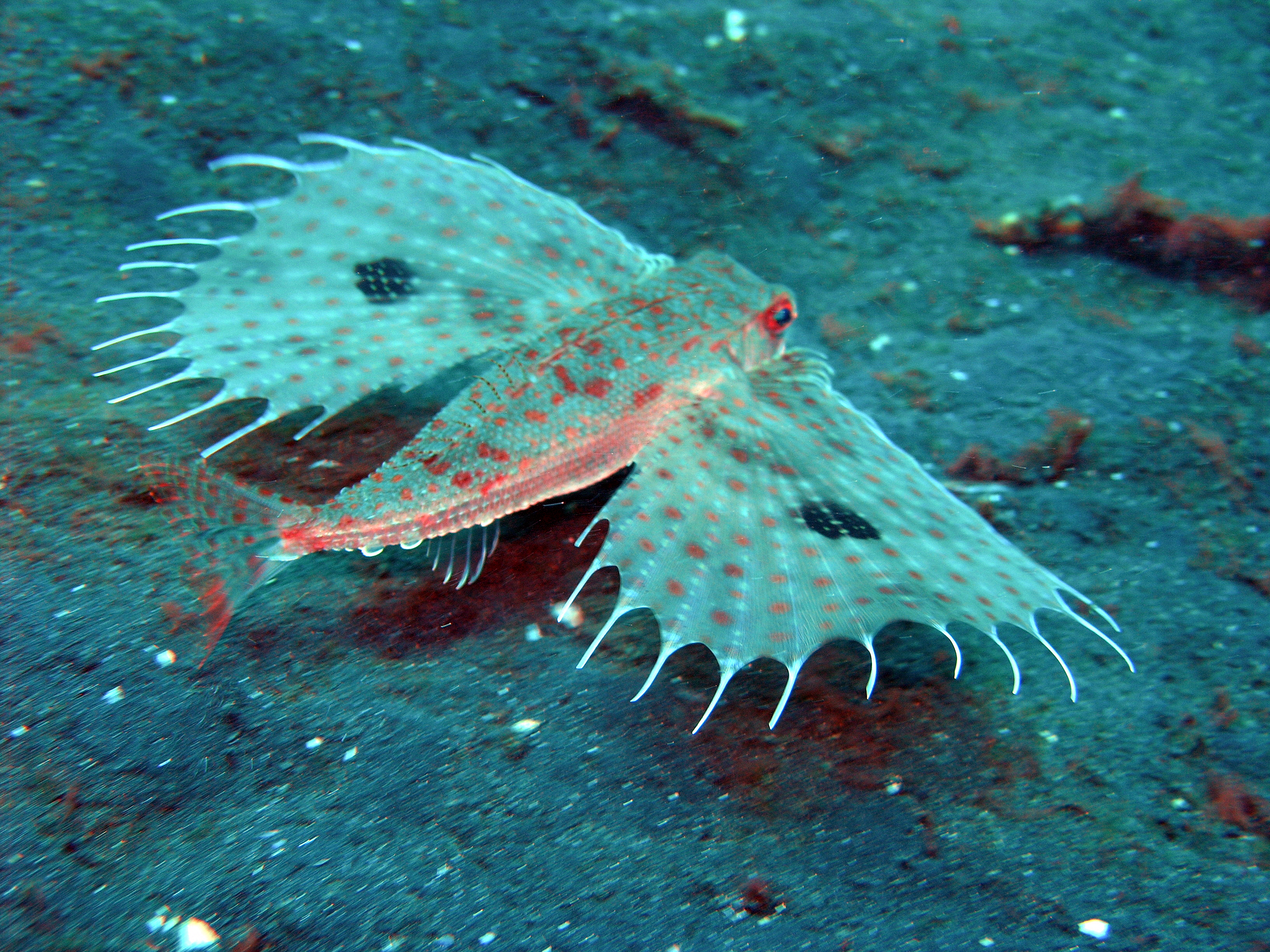
Dactyloptena orientalis
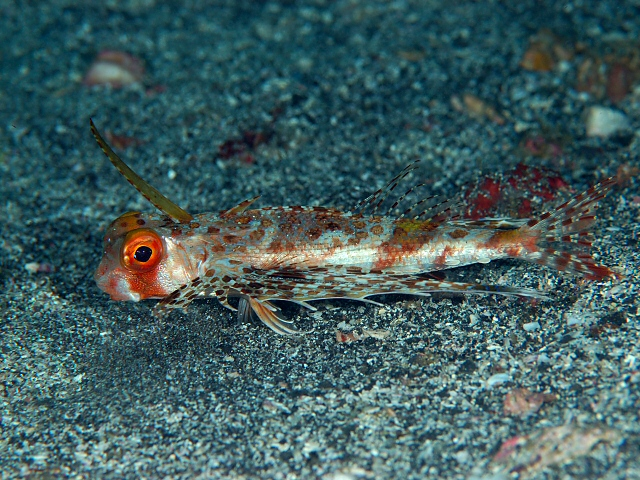
Dactyloptena orientalis
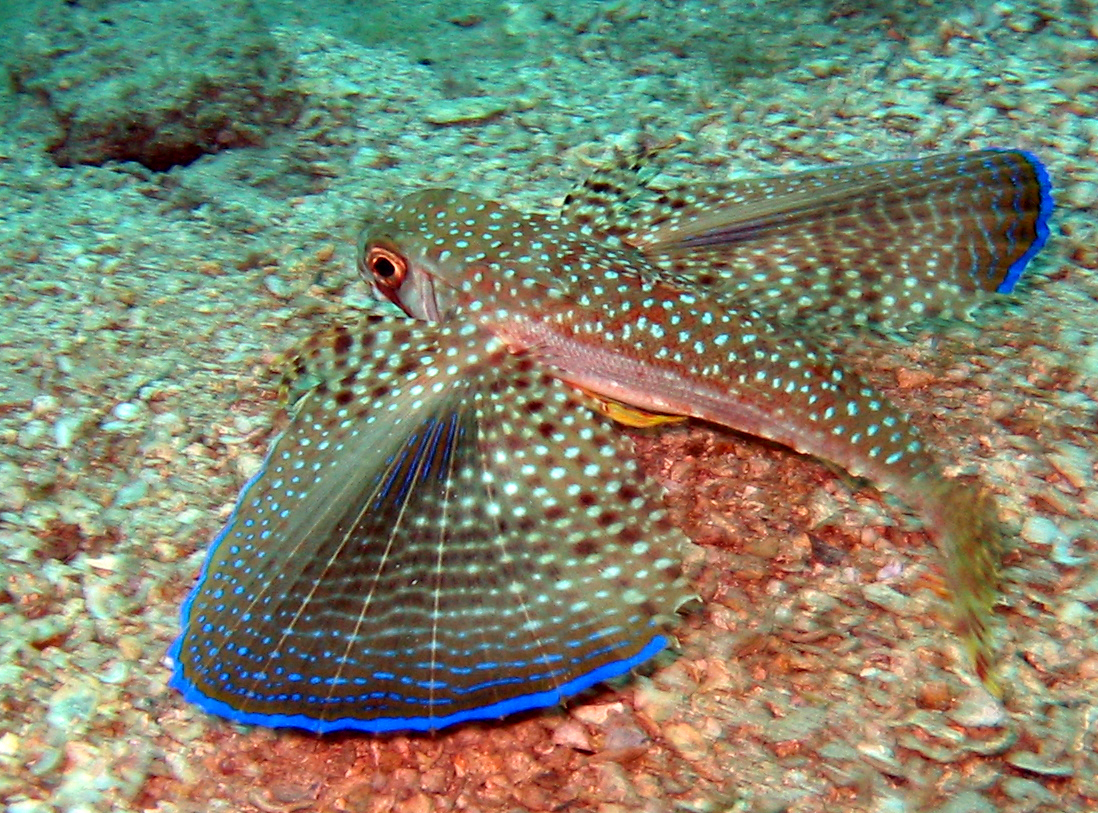
Dactylopterus volitans

## وصلات خارجية
- Photos of the Oriental Flying Gurnard (Oriental Searobin, Helmet Gurnard)
- Video of a Flying Gurnard from Wakatobi, Indonesia على يوتيوب